# Goodbye Mr. Chips
Goodbye Mr. Chips è un film del 1969, diretto da Herbert Ross.

## Trama
Arthur Chipping è un professore di latino di Brookfield poco amato dai suoi studenti che lo ritengono noioso. Katherine Bridfes è una soubrette di music hall insoddisfatta del suo lavoro. I due si incontrano per caso al Savoy Hotel, lui si appresta a partire per le vacanze estive mentre lei decisa di fuggire da Londra per un po' di tempo.
Si ritrovano per caso a Pompei e scoprono di essere due anime solitarie che forse possono affrontare la vita assieme. Alla ripresa dell'anno scolastico studenti e colleghi restano scioccati nel vedere il professore arrivare con Katherine, divenuta sua moglie. Soprattutto gli allievi vengono stregati dalla donna e cominciano ad apprezzare il professore. 
Il passato artistico di Katherine causa qualche problema a Arthur, lord Sutterwick vorrebbe bloccare una generosa donazione mentre Arthur perde la possibilità di diventare rettore ma il loro amore non vacilla e dura nel tempo. 
Nel 1944 mentre Katherine si esibisce per intrattenere le truppe un bombardamento tedesco colpisce la base militare causandone la morte. Proprio quel giorno Arthur aveva finalmente ottenuto la tanto desiderata nomina a rettore. Nonostante il lutto lui continuerà a dedicarsi ai suoi allievi con il conforto di tanti bei ricordi.

## Riconoscimenti
- 1970 – Premio Oscar
  - Candidatura al miglior attore a Peter O'Toole
- 1970 – Golden Globe
  - Miglior attore in un film commedia o musicale a Peter O'Toole
- 1970 – David di Donatello
  - Miglior attore straniero a Peter O'Toole
- 1969 – National Board of Review Awards
  - Miglior attore a Peter O'Toole